# Ivaylo Mladenov
Pour les articles homonymes, voir Mladenov.
Ivaylo Petkov Mladenov (en bulgare Ивайло Петков Младенов, né le 6 octobre 1973 à Vratsa) est un athlète bulgare, spécialiste du saut en longueur.
Son meilleur saut est de 8,33 m, réalisé à Séville le 3 juin 1995, record de Bulgarie.
Il a participé à trois championnats du monde (meilleur classement : 5e en 1993, avec 8,00 m).

## Palmarès
| Année | Compétition                   | Lieu     | Résultat | Épreuve          | Performance |
| ----- | ----------------------------- | -------- | -------- | ---------------- | ----------- |
| 1992  | Championnats du monde juniors | Séoul    | 3e       | Saut en longueur | 7,68 m      |
| 1993  | Finale du Grand Prix          | Londres  | 2e       | Saut en longueur | 8,20 m      |
| 1994  | Championnats d'Europe         | Helsinki | 1er      | Saut en longueur | 8,09 m      |

Il a été champion d'Europe en 1994 à Helsinki.